# مقاطعة بيري (كنتاكي)
مقاطعة بيري (بالإنجليزية: Perry County)‏ هي إحدى المقاطعات في ولاية كنتاكي في الولايات المتحدة الأمريكية.